# The Little Matchgirl (cortometraje)
The Little Matchgirl (La vendedora de fósforos, en español) es un cortometraje de animación de 2006 por Walt Disney Animation Studios, dirigido por Roger Allers y producido por Don Hahn. Está basado en la historia original de Hans Christian Andersen La pequeña cerillera, publicada en 1846. Al igual que la obra original, tiene final trágico.

## Resumen
Una Navidad en Moscú, una niña en situaciones de pobreza, trata de vender fósforos en las calles, pero la gente se niega porque es indiferente a ella, al subirse a un poste, un guardia la baja y la niña dice si quiere uno, pero el señor se niega, haciendo a la niña aún más triste.
La niña ya se acurruca para dormir en un callejón en pésimas condiciones cubierto de nieve y congelándose y sin ninguna otra opción, decide calentarse con sus fósforos que a la gente se negó a venderle. A medida que se calienta el fósforo, empieza a tener visiones, empezando por un lugar cálido, su primera visión se ve un calefactor ya calentándose, pero el fósforo se apaga y decide encender otro y ve su otra visión, se ve que hay un banquete de Navidad y se le empieza a antojar el banquete, pero el fósforo vuelve a apagarse y a causa de la visión la niña empieza a tener hambre y nuevamente enciende otro que ahora se ve en su otra visión, se muestran caballos que la traen y la llevan a la cabaña de su abuela (quien ha fallecido), quienes se reencuentran, pero el fósforo nuevamente se apaga.
Harta de no poder calentarse, ahora agarra más fósforos para poder calentarse aún más y ahora ve su última visión, donde ya se reencontró con su abuela, quien la lleva al árbol de Navidad a encender la velas con sus fósforos. 
Al día siguiente, la niña, se reencuentra con su abuela, quien la encuentra congelada y se van al cielo, revelando que la niña ha fallecido de hipotermia.
Al cierre del cortometraje, se ve un cometa elevando en el cielo, que significa que alguien murió, como lo dijo su abuela.

## Estreno
Se estrenó en 2006 en el Festival de Cine de Animación de Annecy en Francia.
También fue como el comienzo en DVD de La sirenita en Platinum Edition y en Diamond Edition en Blu-ray en 2013.

## Banda sonora
El cortometraje se establece en el 3º movimiento de Nocturne del Cuarteto de cuerda n. º2 en Re Mayor de Alexander Borodin. Este cortometraje no tiene diálogos ni sonidos y no era sobre política pero fue tratada como una pieza de estilo visual con música en su totalidad.

## Producción
Allers y Hahn estuvieron previamente involucrados en clásicos de películas de Disney de animación como La Sirenita, La bella y la bestia, Aladdín y El rey león. El cortometraje, fue pensado originalmente para Fantasía 2006 (pero fue cancelado) y representa la utilización final de Disney de CAPS en la animación.